# Dragon (kosmická loď)
Dragon byla komerční kosmická loď, vyvinutá soukromou společností SpaceX s podporou v rámci programu COTS, vypsaného organizací NASA. První zkušební let lodi Dragon proběhl 8. prosince 2010. Bylo to poprvé, co se kosmická loď vyvinutá soukromou společností úspěšně dostala na oběžnou dráhu a poté se vrátila zpět na Zemi. V říjnu 2012 již plně naložená loď odstartovala k Mezinárodní vesmírné stanici (ISS). Poslední start se uskutečnil 7. března 2020. První komerční pilotovanou lodí je její nástupce, loď Dragon 2.

## Kontrakt COTS
V soutěži vypsané v rámci programu Commercial Orbital Transportation Services (COTS) byla v roce 2006 vybrána společnost SpaceX, aby vyvinula kosmické plavidlo pro dopravu nákladu a výhledově i lidských posádek, na nízkou oběžnou dráhu Země, zejména ke stanici ISS. V rámci přiděleného kontraktu v hodnotě minimálně 278 mil. USD byla společnost zavázána k vývoji plavidla a provedení 3 demonstračních letů lodi. K vynášení lodi Dragon vyvinula SpaceX svou vlastní kosmickou raketu Falcon 9. Důvodem k vypsání COTS bylo ukončení provozu kosmického raketoplánu v roce 2011 a nutnost rozšíření přepravních kapacit na nízkou oběžnou dráhu Země ještě před prvním pilotovaným letem lodi Orion organizace NASA.

## Konstrukce lodi

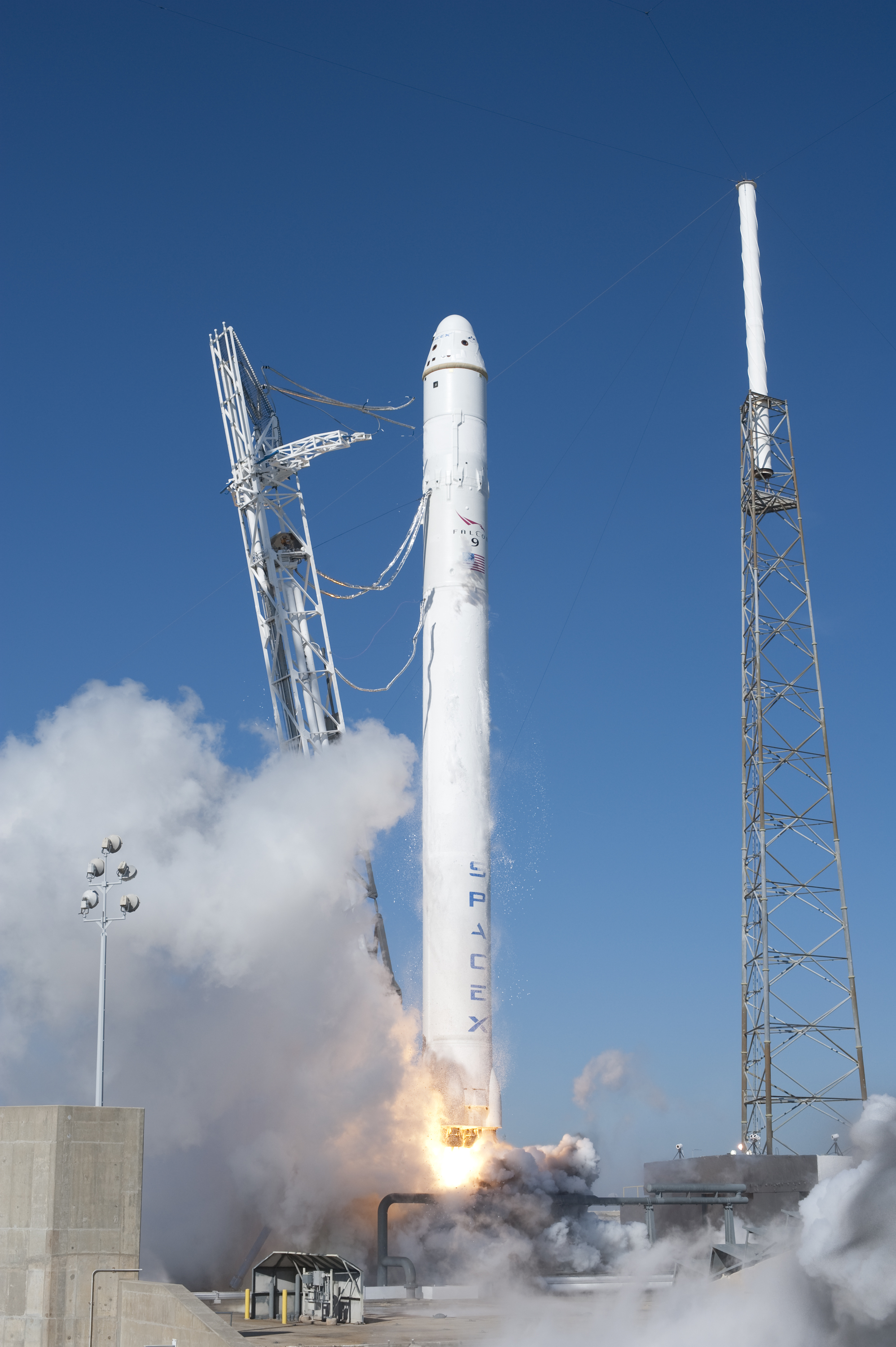
Dragon s raketou Falcon 9 při testu

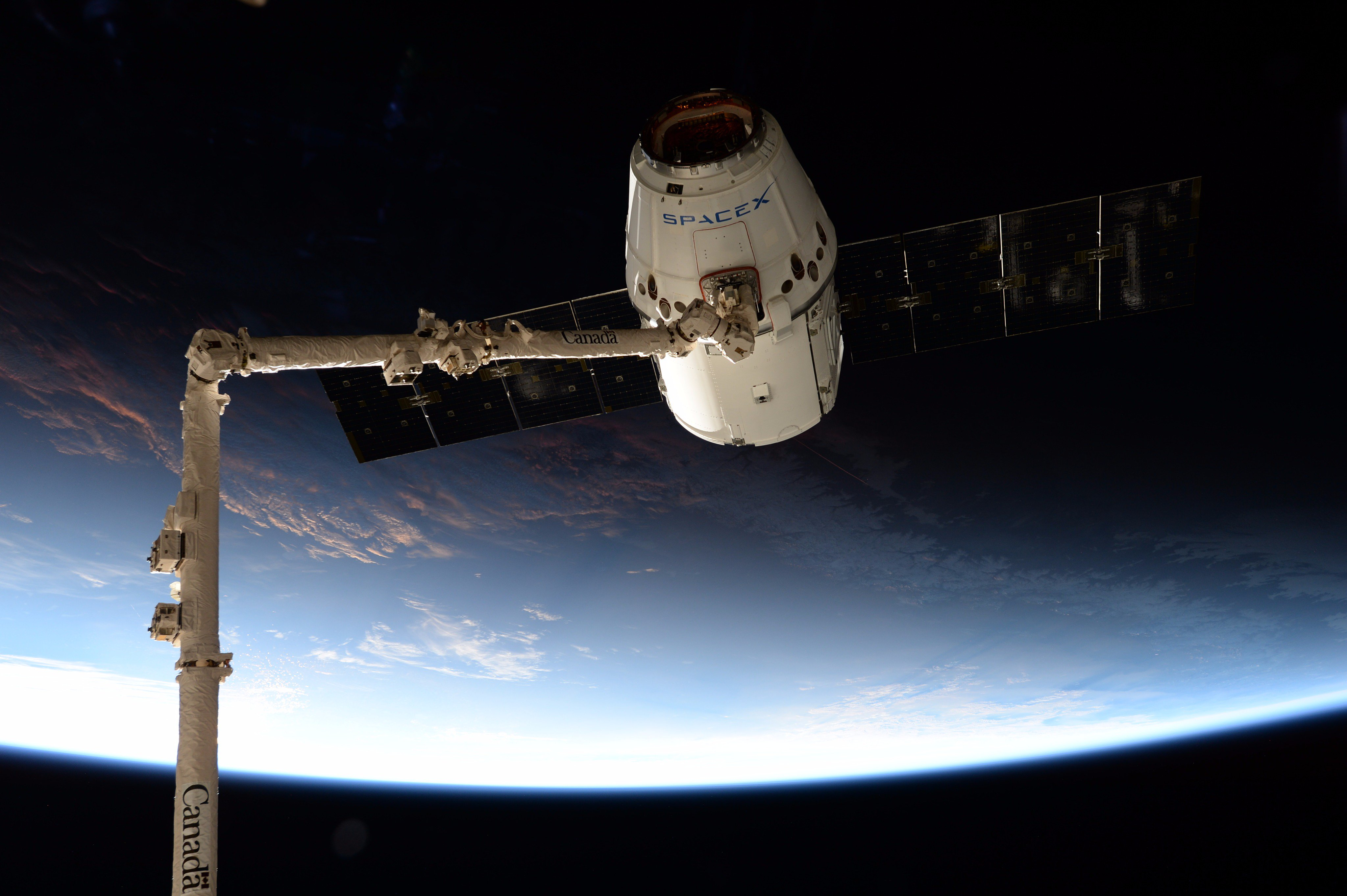
Dragon zachycený Canadarm2

### Dragon
Základní konfigurace určená pro bezpilotní dopravu nákladu na stanici ISS.

Jedná se o loď klasické koncepce s návratovou kapslí umožňující balistický nebo řízený návrat s využitím mírného vztlaku tělesa. Uvnitř lodi je hermetický prostor o objemu 10 m³ až pro 3 310 kg nákladu. Kromě toho je do budoucna plánováno využití lodi i v pilotovaném režimu, kdy bude možné do kabiny usadit až 7 astronautů. Součástí návratové kabiny je většina technologických systémů lodi, jako je 18 korekčních raketových motorů Draco o tahu 400 N, avionika, napájecí systém, nádrže pohonných hmot atd. Na špici lodi je umístěn stykovací uzel CBM. Ten je při startu lodi překrytý aerodynamickým krytem. Při letech s lidskou posádkou pak bude loď doplněna o záchranný raketový systém. Délka kabiny je 3,1 m s krytem pak 4,5 m. Maximální průměr 3,7 m. 

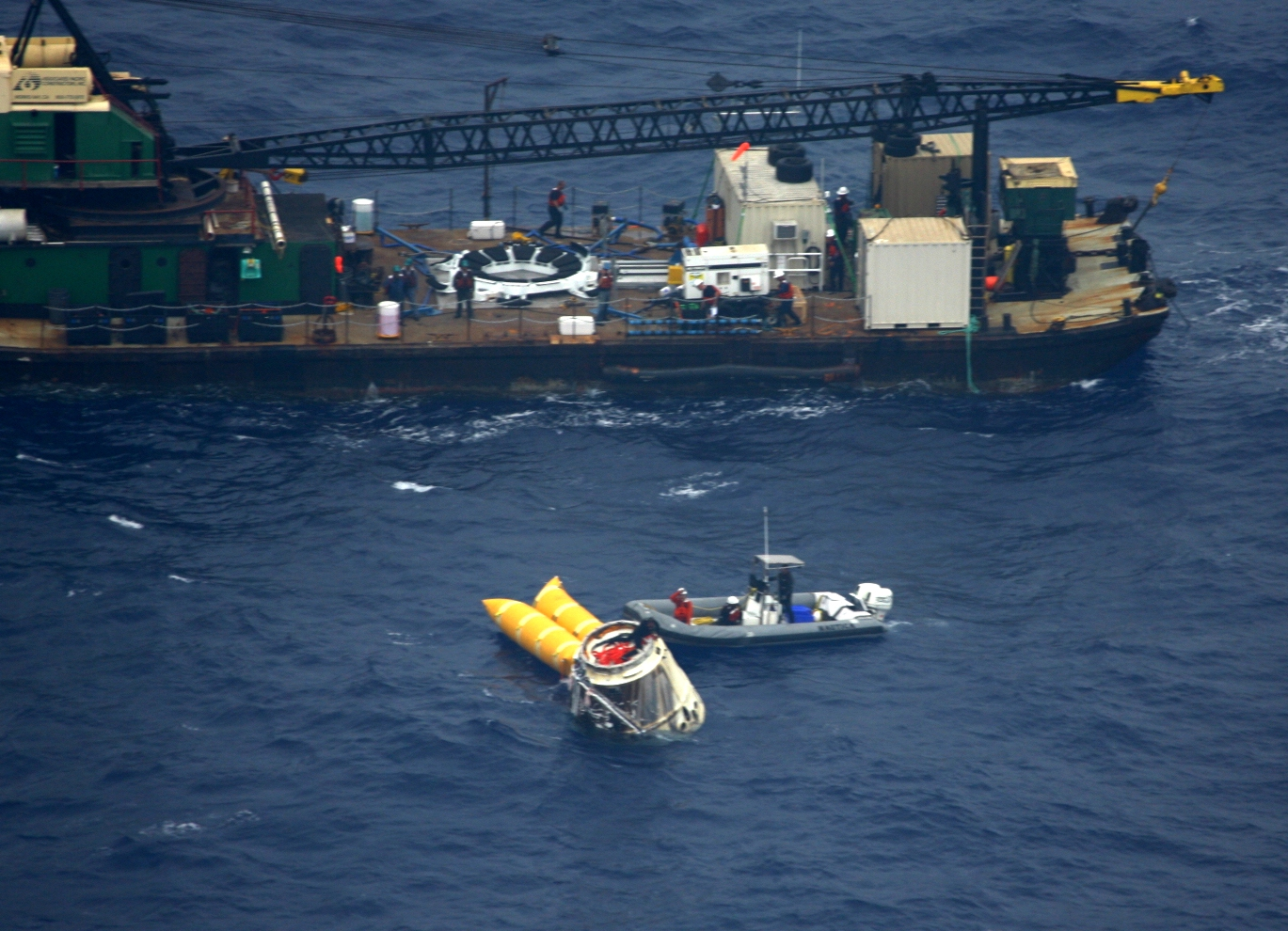
Loď po přistání na hladině oceánu.

Kromě vlastní návratové kabiny je součástí lodi válcová nástavba, u které není předpokládán zpětný návrat na Zemi. K této nástavbě je připojen pár solárních panelů. Uvnitř nástavby je nepřetlakový prostor pro umístění dalšího nákladu o objemu až 14 m3.
V nákladní variantě je celková délka lodi včetně krytu spojovacího uzlu okolo 7,5 m, maximální průměr 3,7 m a celková hmotnost okolo 8 tun. Z toho činí suchá hmotnost lodi 4200 kg, pohonné hmoty až 1230 kg, náklad uvnitř kabiny až 1700 kg a náklad v externí nástavbě až 850 kg.
Loď je vybavena tepelným štítem z materiálu PICA-X (phenolic impregnated carbon ablator), který je dimenzován pro návrat lodi z oblastí Měsíce a Marsu.
Vlastní přistání je zabezpečeno soustavou dvou výtažných a tří hlavních padáků. Výtažné padáky, vypouštěné ve výši cca 13 km, slouží ke zpomalení a stabilizaci pádu. Hlavní padáky o průměru 35 m se otvírají ve výši 3 km a zabezpečí měkké přistání rychlostí 5–5,5 m/s. Bezpečné dosednutí je zajištěno i při selhání jednoho z hlavních padáků.

### DragonLab
Nepilotovaná verze lodi určená k samostatným letům na oběžné dráze země za účelem provádění různorodých experimentů. Nosná kapacita vynášeného nákladu bude 6000 kg na oběžnou dráhu a 3000 kg zpět na Zemi. Žádné lety této konfigurace nejsou v plánu.

### Red Dragon
Nepilotovaná nákladní verze určená pro dopravu až 1000 kg nákladu na povrch Marsu. Původně se s prvním startem počítalo v roce 2018, ale v červenci 2017 bylo oznámeno, že projekt Red Dragonu byl zrušen.

### Dragon XL
Kosmická loď určená k zásobování stanice Gateway.

## Seznam lodí
Seznam jednotlivých vyrobených kusů lodi Dragon:
| Sériové číslo | Status   | Počet letů | Celková doba letu           | Mise                 | Poznámky                                                | Galerie                                             |
| ------------- | -------- | ---------- | --------------------------- | -------------------- | ------------------------------------------------------- | --------------------------------------------------- |
| C101          | Vyřazena | 1          | 3 hodiny a 19 minut         | COTS Demo 1          | prototyp, vystavena v ústředí SpaceX                    | Kategorie „SpaceX Dragon C101“ na Wikimedia Commons |
| C102          | Vyřazena | 1          | 9 dní, 7 hodin a 57 minut   | COTS Demo 2          | vystavena v Kennedyho vesmírném středisku               | Kategorie „SpaceX Dragon C102“ na Wikimedia Commons |
| C103          | Vyřazena | 1          | 20 dní, 18 hodin a 47 minut | CRS-1                |                                                         | Kategorie „SpaceX Dragon C103“ na Wikimedia Commons |
| C104          | Vyřazena | 1          | 25 dní, 1 hodina a 24 minut | CRS-2                |                                                         | Kategorie „SpaceX Dragon C104“ na Wikimedia Commons |
| C105          | Vyřazena | 1          | 29 dní, 23 hodin a 38 minut | CRS-3                |                                                         | Kategorie „SpaceX Dragon C105“ na Wikimedia Commons |
| C106          | Vyřazena | 3          | 97 dní, 3 hodiny a 2 minuty | CRS-4 CRS-11 CRS-19  | první opakovaně použitý Dragon                          | Kategorie „SpaceX Dragon C106“ na Wikimedia Commons |
| C107          | Vyřazena | 1          | 31 dní, 14 hodin a 56 minut | CRS-5                |                                                         | Kategorie „SpaceX Dragon C107“ na Wikimedia Commons |
| C108          | Vyřazena | 3          | 98 dní, 18 hodin a 50 minut | CRS-6 CRS-13 CRS-18  | vystavena v The California Science Center v Los Angeles | Kategorie „SpaceX Dragon C108“ na Wikimedia Commons |
| C109          | Zničena  | 1          | 2 minuty                    | CRS-7                | zničena po explozi rakety krátce po startu              | Kategorie „SpaceX Dragon C109“ na Wikimedia Commons |
| C110          | Vyřazena | 2          | 65 dní, 20 hodin a 20 minut | CRS-8 CRS-14         |                                                         | Kategorie „SpaceX Dragon C110“ na Wikimedia Commons |
| C111          | Vyřazena | 2          | 74 dní, 23 hodin a 38 minut | CRS-9 CRS-15         |                                                         | Kategorie „SpaceX Dragon C111“ na Wikimedia Commons |
| C112          | Vyřazena | 3          | 99 dní a 1 hodina           | CRS-10 CRS-16 CRS-20 |                                                         | Kategorie „SpaceX Dragon C112“ na Wikimedia Commons |
| C113          | Vyřazena | 2          | 64 dní, 12 hodin a 4 minuty | CRS-12 CRS-17        |                                                         | Kategorie „SpaceX Dragon C113“ na Wikimedia Commons |

## Seznam misí
| Datum startu lodi | Let         | Loď      | Stav      | Hmotnost nákladu | Čas strávený na ISS | Poznámky                                                                        |
| ----------------- | ----------- | -------- | --------- | ---------------- | ------------------- | ------------------------------------------------------------------------------- |
| 8. prosinec 2010  | COTS Demo 1 | C101     | Úspěšná   |                  | –                   | 3hodinový let s testem všech klíčových systémů lodi a návratem na Zemi          |
| 22. květen 2012   | COTS Demo 2 | C102     | Úspěšná   | 525 kg           | 5d 17h              | testovací let, nácvik automatických setkávacích manévrů, spojení se stanicí ISS |
| 7. říjen 2012     | CRS-1       | C103     | Úspěšná   | 905 kg           | 17d 22h             | první operační zásobovací let na ISS                                            |
| 1. březen 2013    | CRS-2       | C104     | Úspěšná   | 677 kg           | 22d 18h             |                                                                                 |
| 16. duben 2014    | CRS-3       | C105     | Úspěšná   | 2089 kg          | 27d 21h             | otestování návratu (opakovaného použití) prvního stupně nosné rakety Falcon 9   |
| 21. září 2014     | CRS-4       | C106     | Úspěšná   | 2216 kg          | 31d 22h             | součástí nákladu bylo i 20 laboratorních myší                                   |
| 10. leden 2015    | CRS-5       | C107     | Úspěšná   | 2317 kg          | 29d 3h              |                                                                                 |
| 14. duben 2015    | CRS-6       | C108     | Úspěšná   | 2015 kg          | 33d 20h             | otestování návratu (opakovaného použití) prvního stupně nosné rakety Falcon 9   |
| 22. červen 2015   | CRS-7       | C109     | Neúspěšná |                  | –                   | raketa explodovala 139 sekund po startu                                         |
| 8. duben 2016     | CRS-8       | C110     | Úspěšná   | 3136 kg          | 30d 21h             | dopravení pokusného modulu BEAM společnosti Bigelow Aerospace                   |
| 18. červenec 2016 | CRS-9       | C111     | Úspěšná   | 2257 kg          | 36d 6h              |                                                                                 |
| 19. únor 2017     | CRS-10      | C112     | Úspěšná   | 2490 kg          | 23d 8h              |                                                                                 |
| 3. červen 2017    | CRS-11      | C106 (2) | Úspěšná   | 2800 kg          | 27d 1h              | první mise, při které byl podruhé použit stejný Dragon                          |
| 14. srpen 2017    | CRS-12      | C113     | Úspěšná   | 2910 kg          | 31d 6h              |                                                                                 |
| 1. listopad 2017  | CRS-13      | C108 (2) | Úspěšná   | 2205 kg          | 25d 21h             |                                                                                 |
| 2. dubna 2018     | CRS-14      | C110 (2) | Úspěšná   | 2647 kg          | 30d 16h             |                                                                                 |
| 29. června 2018   | CRS-15      | C111 (2) | Úspěšná   | 2697 kg          | 32d                 |                                                                                 |
| 5. prosince 2018  | CRS-16      | C112 (2) | Úspěšná   | 2573 kg          | 36d 4h              | první stupeň přistál nouzově do moře – porucha čerpadla roštových kormidel      |
| 4. května 2019    | CRS-17      | C113 (2) | Úspěšná   | 2482 kg          | 27d 23h             |                                                                                 |
| 25. července 2019 | CRS-18      | C108 (3) | Úspěšná   | 2312 kg          | 30d 20h             | první mise, při které byl potřetí použit stejný Dragon                          |
| 5. prosince 2019  | CRS-19      | C106 (3) | Úspěšná   | 2617 kg          | 29d 19h             |                                                                                 |
| 7. března 2020    | CRS-20      | C112 (3) | Úspěšná   | 1977 kg          | 28d 22h             | poslední mise Dragonu první generace                                            |

1. ↑  Pokud je kosmická loď znovupoužitá, tak je za číslem lodi i číslo značící, po kolikáté byla použita.